# Ayushita
Ayu Sita Widyastuti Nugraha conocida simplemente como Ayushita (Nacida en Yakarta, 9 de junio de 1989) es una actriz, anfitriona, cantante pop, bailarina y comediante indonesia.

## Cinematografía

### Filmografía
- Me vs High Heels (2005)
- Bukan Bintang Biasa (2007)
- Langit Biru (2011)

### Sinetron
- Sinetron Ramadhan: Zahra (2008)

### FTV
- Bekisar Merah
- Spagheti

## Anuncio
- 3 (telekomunikasi)
- Gramedia
- Indomie
- Supermi
- Bank Niaga Syariah
- Betadine bersama Putri Ayu
- Bank BII
- Ardiles
- Pioneer
- KFC

## Acara
- Channel V Indonesia (2013) as Alisa

## Discografía
- 2006 - Bukan Bintang Biasa (bersama BBB)
- 2009 - OST.Ketika Cinta Bertasbih (kompilasi)
- 2013 - Morning Sugar